# Station Stryszawa
Station Stryszawa is een spoorwegstation in de Poolse plaats Stryszawa.